# Димитровский коммунистический молодёжный союз
Димитровский коммунистический молодёжный союз (ДКМС) (болг. Димитровски комунистически младежки съюз) — политическая молодёжная коммунистическая организация в Народной Республике Болгарии, существовавшая с 1946 по 1990 год.
Общенациональная молодёжная организации была создана и действовала под руководством Болгарской коммунистической партии.
Уставом было предусмотрено, что съезд являлся высшим органом ДКМС, между съездами союзом руководил ЦК во главе с первым секретарем ДКМС.
Члены организации — комсомольцы, принимались в ряды ДКМС в возрасте после 14 лет. Обязательным условием приема было членство в детской организации — «Чавдарчата» (аналог октябрят СССР) (до 9-летнего возраста) и Димитровской пионерской организации «Септемврийче» (от 9- до 14-летнего возраста).

## История
Ведёт начало от созданного в 1912 году Союза рабочей социал-демократической молодёжи.
Предшественниками ДКМС были Болгарский коммунистический союз молодёжи (БКМС) (1918—1938), с 1920 действовавшего нелегально, и Рабочий молодёжный союз (РМС) Болгарии, созданный в 1928 году по инициативе БКП (тесные социалисты), для легализации Болгарского коммунистического молодёжного союза, а также Болгарский общенародный студенческий союз (БОНСС).
Создан в 1946 году по примеру ВЛКСМ, как «Союз народной молодёжи» (Съюз на народната младеж). После смерти Георгия Димитрова (1882—1949), вождя Болгарии, деятеля международного коммунистического движения, в 1949 был переименован в «Димитровский союз народной молодёжи», с 1956 до 1990 — «Димитровский коммунистический молодёжный союз» (ДКМС).
На съезде в феврале 1990 было принято решение о самороспуске ДКМС. На его месте была создана молодёжная организация «Болгарская демократическая молодёжь» (БДМ). Последний первый секретарь ЦК ДКМС, Росен Карадимов, был избран руководителем БДМ.